# MySims SkyHeroes
MySims SkyHeroes – zręcznościowa gra wideo wydana 28 września 2010 roku przez Electronic Arts na platformy Xbox 360, PlayStation 3, Wii oraz Nintendo DS. Została stworzona przez The Sims Studio i Behavior Interactive w Stanach Zjednoczonych i jest ostatnią częścią serii MySims, będącej spin-offem franczyzy The Sims. Gra wprowadza nowy styl rozgrywki, skupiając się na walkach powietrznych i wyścigach samolotowych, w odróżnieniu od poprzednich, bardziej symulacyjnych odsłon serii.
Gra oferuje kampanię fabularną oraz tryb multiplayer, umożliwiając rywalizację w dynamicznych bitwach i wyścigach. Postacie i samoloty można dowolnie personalizować.
Tytuł spotkał się z mieszanymi recenzjami. Chwalono kolorową, kreskówkową grafikę, przystępną rozgrywkę oraz tryb multiplayer, jednak krytykowano grę za brak głębi w rozgrywce, powtarzalne misje i prostotę mechanik, które sprawiały, że była skierowana głównie do młodszych graczy. Mimo to, fani serii MySims docenili możliwość personalizacji samolotów i dynamiczne walki powietrzne, choć gra nie zdobyła dużej popularności poza swoją docelową grupą odbiorców.

## Fabuła
Akcja gry osadzona jest w świecie kontrolowanym przez złowrogą organizację o nazwie MorcuCorp. Gracz wciela się w pilota, który budzi się na jednej z baz powietrznych, nie pamiętając swojej przeszłości. Bohater zostaje wciągnięty do walki z siłami MorcuCorp, próbując jednocześnie odkryć swoją tożsamość. Zadaniem gracza jest dołączenie do rebelii i przejęcie kontroli nad niebem, aby pokonać siły zła.

## Rozgrywka
MySims SkyHeroes to gra zręcznościowa, w której gracze sterują samolotami bojowymi w pełnych akcji misjach. Gra oferuje zarówno tryb kampanii dla pojedynczego gracza, jak i tryb multiplayer, który pozwala na rozgrywki sieciowe lub w trybie podzielonego ekranu. Rozgrywka skupia się na wykonywaniu misji, takich jak wyścigi, bitwy powietrzne i zadania specjalne.
Główne elementy rozgrywki obejmują: Walkę powietrzną, w której gracze walczą przeciwko wrogim jednostkom, korzystając z różnych typów broni, takich jak rakiety, karabiny maszynowe i miny; Wyścigi, w których gracz może rywalizować w zawodach powietrznych, w których kluczową rolę odgrywa szybka reakcja, zręczność w omijaniu różnych przeszkód.
Gra umożliwia graczom także dostosowanie wyglądu swoich samolotów i postaci. Mogą wybierać różne malowania, części oraz bronie, aby stworzyć unikalną maszynę.

### Tryby gry
- Kampania – Główny tryb fabularny, w którym gracz wypełnia misje i walczy z przeciwnikami z MorcuCorp. Fabuła rozwija się poprzez kolejne misje, a gracz odkrywa coraz więcej szczegółów dotyczących tożsamości swojego bohatera.
- Multiplayer – Gracze mogą brać udział w bitwach powietrznych lub wyścigach w trybie wieloosobowym, rywalizując z innymi graczami online lub lokalnie, dzieląc ekran na konsoli.
- Tryb kooperacji – Możliwość wspólnej gry z innym graczem w niektórych misjach, zarówno w trybie podzielonego ekranu, jak i online.

### Grafika i styl
Tytuł, tak jak każda gra serii MySims, charakteryzuje się kolorową, kreskówkową grafiką. Styl wizualny gry ma przez to prosty design, który dodatkowo jest inspirowany japońskimi produkcjami takimi jak Animal Crossing i manga, z wyraźnie uproszczonymi postaciami i otoczeniem, co nadaje grze charakterystyczny, „przyjazny” wygląd, zbliżony do produkcji dla młodszych graczy.

## Produkcja
MySims SkyHeroes zostało zapowiedziane przez Electronic Arts 3 czerwca 2010 roku podczas targów Electronic Entertainment Expo (E3). Gra została wyprodukowana przez The Sims Studio oraz Behavior Interactive, które wcześniej pracowały nad innymi tytułami z serii MySims, takimi jak m.in. MySims Kingdom i MySims Agents. Prace nad MySims SkyHeroes miały na celu poszerzenie zasięgu serii MySims poprzez wprowadzenie nowych elementów rozgrywki oraz dotarcie do szerszej grupy odbiorców, w tym graczy preferujących dynamiczne gry akcji. Twórcy postawili na bardziej zręcznościową formułę, odchodząc od oryginalnej symulacyjnej natury gier MySims, z których seria była znana, co wyróżniało ją na tle innych tytułów serii i zwróciło uwagę dziennikarzy.
Podczas produkcji gry twórcy skupili się na zachowaniu łatwej dostępności i przyjaznego dla młodszych graczy stylu, który charakteryzował wcześniejsze tytuły MySims. W tym celu stworzono prosty, kolorowy interfejs oraz intuicyjny model sterowania, co miało uczynić grę atrakcyjną zarówno dla dzieci, jak i mniej doświadczonych graczy. Prace nad grą przebiegały płynnie, bez większych opóźnień, co pozwoliło na jej premierę w przewidzianym terminie.
Choć produkcja skupiła się na opracowaniu nowych mechanik związanych z walką powietrzną i personalizacją samolotów, twórcy nie zrezygnowali z typowej dla serii MySims estetyki. Dlatego też wprowadzono elementy humorystyczne i kreskówkową grafikę.
MySims SkyHeroes zostało wydane na Xbox 360, PlayStation 3, Wii oraz Nintendo DS w Stanach Zjednoczonych 28 września 2010 roku. W Europie gra zadebiutowała krótko po amerykańskiej premierze, 1 października 2010 roku.
Wersje pomiędzy różnymi platformami różniły się nieco między sobą pod względem jakości grafiki oraz funkcji. Konsolowe wersje na Xbox 360 i PlayStation 3 oferowały rozbudowany tryb multiplayer online oraz lepszą jakość graficzną w porównaniu do wersji na Wii i Nintendo DS, które były prostsze pod względem wizualnym i oferowały mniej zaawansowane funkcje sieciowe.

## Odbiór
MySims SkyHeroes otrzymało mieszane recenzje od krytyków. Tytuł chwalono za kolorową grafikę i przystępną rozgrywkę, ale krytykowano za brak głębi w rozgrywce i ograniczoną różnorodność zadań. Wielu recenzentów podkreślało, że gra jest skierowana głównie do młodszych graczy, co wpływa na jej prostszą mechanikę i mniej skomplikowaną fabułę. Jednakże tryb multiplayer oraz możliwość personalizacji samolotów przyciągnęły pozytywne oceny.
MySims SkyHeroes jest ostatnim wydanym tytułem serii MySims. Mimo że nie zdobyło tak dużej popularności jak wcześniejsze gry z serii, to wyróżniał się jako jedna z niewielu odsłon, które próbowały odejść od formuły symulacyjnej na rzecz bardziej dynamicznej rozgrywki oraz większej ilości akcji. Krytycy uznali grę za interesujący eksperyment, który pokazał elastyczność marki MySims i chęć producentów do eksplorowania różnych gatunków gier.